# Åsa-Nisse flyger i luften
Åsa-Nisse flyger i luften är en svensk komedifilm från 1956.
Filmen hade premiär 7 september 1956.

## Handling[2]
Åsa-Nisse har uppfunnit en väldigt snabb motor och han lyckas sälja patentet för 50 000 kronor. Men medan han och Klabbarparn är på skidsemester i Åre lyckas Sjökvist köpa motorn av Eulalia för 250 kronor.

## Om filmen
Klipp ur filmen ingår i kavalkadfilmen Dessa fantastiska smålänningar med sina finurliga maskiner från 1966.

## Mottagande
Filmen är känd för att ha filmhistoriens kortaste recension någonsin av Alf Montán.
| ”                                       | Far i frid. | „ |
| – Alf Montán i Expressen 2 oktober 1956 |             |   |

| ”                                            | Lyteskomik i sin mest beklämmande skepnad, dumhet staplad på dumhet. | „ |
| – Kurt Salomonson i Arbetaren 2 oktober 1956 |                                                                      |   |

## Rollista[4]
- John Elfström - Åsa-Nisse
- Artur Rolén - Klabbarparn
- Helga Brofeldt - Eulalia
- Mona Geijer-Falkner - Kristin
- Gustaf Lövås - Sjökvist
- Sangrid Nerf - Eva Jonsson
- Håkan Westergren - Direktör Jonsson
- Inga-Britt Hale - skridskoprinsessan
- Lasse Lönndahl - Skidläraren Bertil
- Bertil Boo - Sjungande skogvaktare
- Gösta Prüzelius - Landsfiskal Klöverhage
- Birgitta Andersson - Britta
- Kulörten Andersson - Knohultarn
- Holger Höglund - tvättmaskinsförsäljare
- Georg Adelly - tvättmaskinsförsäljare
- Manne Grünberger - portiern på fjällhotellet
- Evert Granholm - en militär/en curlingspelare
- Sten Mattsson - pressfotografen
- Jan Olov Andersson - pojken i handelsboden
- Hartwig Fock - bonden i ladugården
- Hedvig Lindby - hans fru
- David Erikson - domaren
- Stig Johanson - Jonsson, flygmekaniker
- Carin Lundquist - en kvinna vid vägkanten
- Per-Erik Åström - Flygare

## Musik i filmen[5]
- Palace Fanfare, kompositör Peter Yorke, instrumental
- Sport and Music, kompositör Lothar Brühne, instrumental
- Dream Sequence, kompositör Wilfred Burns, instrumental
- Sea Fury, kompositör John Hastings, instrumental
- Fjällbruden, kompositör Arthur Hedström, text Fritz Gustaf och Oleg Quist, instrumental
- Pretty Popsie, kompositör Wilfred Burns, instrumental
- Man From Mars, kompositör Dolf van der Linden, instrumental
- Conversation Caprice, kompositör Stefan Rogerz, instrumental
- Dance of the Hailstones, kompositör Kenneth Essex, instrumental
- Gay Love, kompositör Gerhard Jussenhoven, instrumental
- Happy Time, kompositör Tom Wyler, instrumental
- Dialogue of the Electrons, kompositör Jack Beaver, instrumental
- Flight Music, kompositör Allan Gray, instrumental
- Wild Goose Chase, kompositör George E. Crow, instrumental
- Dead Country, kompositör Ludo Philipp, instrumental
- Man måste vara två, kompositör Sven Rüno, text Sven Rüno och Walter Larsson, sång Lars Lönndahl
- En sjöman älskar havets våg, text Ossian Limborg, sång John Elfström och Artur Rolén
- Jam-Jam Blues, kompositör Sven Rüno och Walter Larsson, instrumental
- Operation Hazard, kompositör Jack Beaver, instrumental
- Shock Headed Peter, kompositör Ronald Hanmer, instrumental
- Swizzle Sticks, kompositör Peter Yorke, instrumental
- Dancing Moonbeams, kompositör Arthur Williams, instrumental
- Storskogens sång, kompositör Sven Rüno, text Sven Rüno och Walter Larsson, sång Bertil Boo
- Weaving Loom, kompositör Charles Williams, instrumental
- Melody in Moccasins, kompositör Wilfred Burns, instrumental
- Peacock in Piccadilly, kompositör Wilfred Burns, instrumental
- Period Piece, kompositör Niel Roache, instrumental
- Late Night Extra, kompositör Ronald Hanmer, instrumental
- Gunman, kompositör Cecil Milner, instrumental
- Daring Enterprise, kompositör John Hastings, instrumental
- Traveller's Joy, kompositör Wilfred Burns, instrumental
- Flower Ouverture, kompositör Rudolf Nelson, instrumental